# Maria II del Portogallo
Maria II di Braganza (nome completo: Maria da Glória Joana Carlota Leopoldina da Cruz Francisca Xavier de Paula Isidora Micaela Gabriela Rafaela Gonzaga de Bragança; Rio de Janeiro, 4 aprile 1819 – Lisbona, 15 novembre 1853) fu regina del Portogallo dal 1826 al 1853.
Ventinovesima sovrana del Portogallo e dell'Algarve, dal 1826 al 1828 e dal 1834 al 1853, e seconda regina regnante di quel Paese (la prima fu l'ava Maria I), era figlia del futuro re Pietro IV (e Pietro I come imperatore del Brasile) e della sua prima moglie, l'arciduchessa Maria Leopoldina, figlia di Francesco I d'Austria.

## Biografia

### Infanzia
Era la figlia maggiore del principe Pietro d'Alcântara, futuro re del Portogallo come Pietro IV e primo imperatore del Brasile come Pietro I, e della sua prima moglie, Maria Leopoldina d'Asburgo-Lorena, figlia di Francesco II, Imperatore del Sacro Romano Impero. Alla sua nascita prese il titolo di Principessa di Beira. Nata in Brasile, Maria fu l'unica monarca europea ad essere nata fuori dall'Europa, sebbene fosse comunque nata in territorio portoghese.

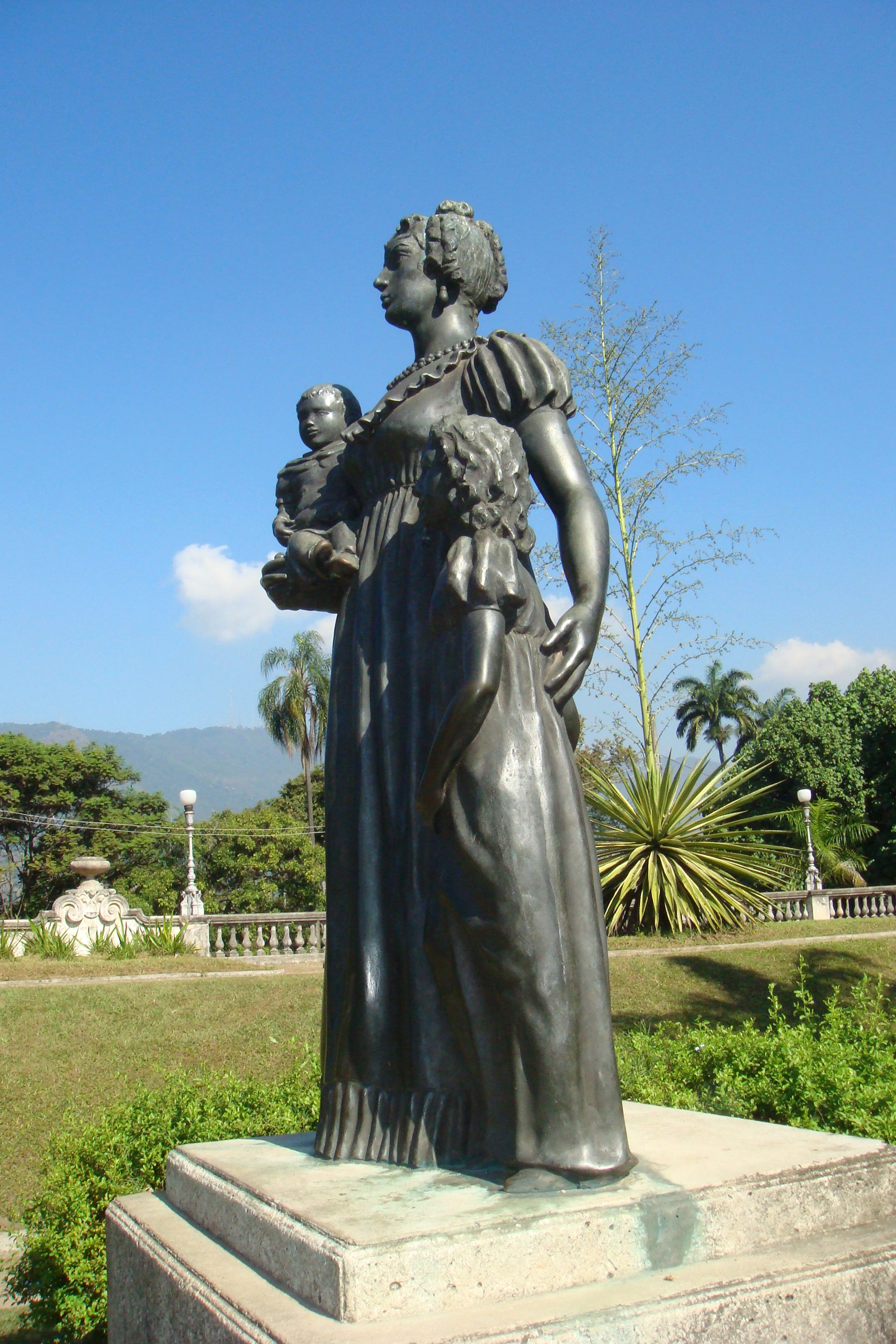
Una scultura raffigurante Maria II, allora principessa brasiliana, con la madre e il fratello minore nei giardini del Paço de São Cristóvão a Rio de Janeiro, Brasile

### Crisi di successione

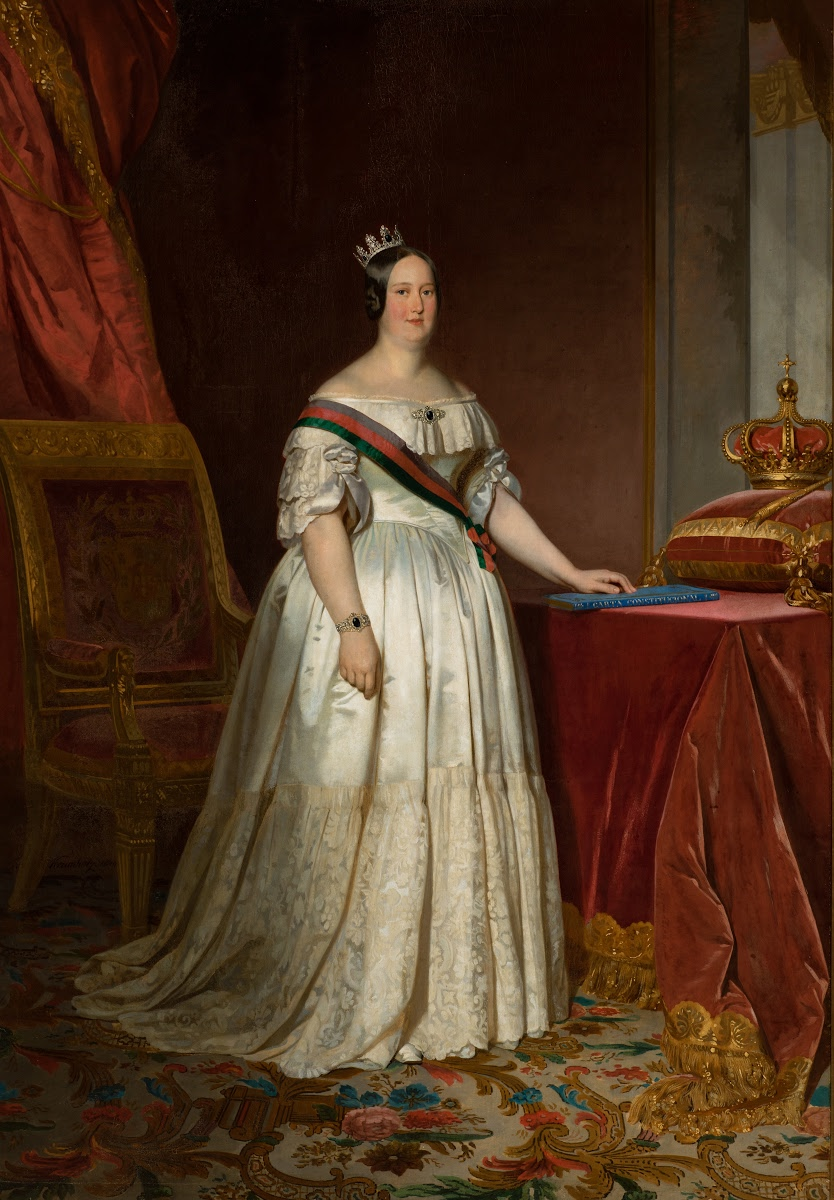
La regina del Portogallo Maria II.

La morte del nonno di Maria, il re Giovanni VI, nel marzo 1826 scatenò una crisi di successione in Portogallo. Il re aveva un erede maschio, Pietro, ma Pietro aveva proclamato l'indipendenza del Brasile nel 1822 con se stesso come imperatore. Il defunto re aveva anche un figlio minore, l'Infante Michele, ma fu esiliato in Austria dopo aver guidato una serie di ribellioni contro suo padre e il suo regime liberale.
Prima della sua morte, il re aveva nominato reggente la sua figlia prediletta, Isabella Maria, finché "l'erede legittimo non fosse tornato nel regno" - ma non aveva specificato quale dei suoi figli fosse l'erede legittimo: Pietro I o Michele.
La maggior parte delle persone considerava Pietro l'erede legittimo, ma il Brasile non voleva che unisse nuovamente i troni. Consapevole che i sostenitori di suo fratello erano pronti a riportare indietro Michele e a metterlo sul trono, Pietro decise per un'opzione più consensuale: avrebbe rinunciato alle sue pretese al trono portoghese in favore della figlia maggiore Maria (che aveva solo sette anni), e che avrebbe sposato suo zio Michele, che avrebbe accettato la costituzione liberale e avrebbe agito come reggente fino a quando sua nipote non avesse raggiunto la maggiore età.
Michele fece finta di accettare, ma al suo arrivo in Portogallo depose immediatamente Maria e si proclamò re, abrogando la costituzione liberale. Durante il suo regno, Maria viaggiò in molte corti europee, inclusa quella del nonno materno a Vienna, nonché a Londra e Parigi.

### Rivolta assolutista
Il primo regno di Maria fu interrotto dalla rivolta assolutista guidata da suo zio, fidanzato e reggente Michele, che si proclamò re del Portogallo il 23 giugno 1828. Poi iniziarono le guerre liberali che durarono fino al 1834, anno in cui Maria fu restaurata sul trono e Michele esiliato in Germania.
Il marchese di Barbacena, arrivato a Gibilterra con la principessa il 3 settembre 1828, fu informato da un emissario di quanto stava accadendo in Portogallo. Ebbe la lungimiranza di capire che Michele era venuto da Vienna deciso a mettersi a capo del movimento assolutista, consigliato dal principe Klemens von Metternich, che dirigeva la politica europea, e quindi era pericoloso per la giovane regina recarsi a Vienna. Assumendosi la responsabilità, cambiò direzione del viaggio, e partì per Londra, dove arrivò il 7 ottobre. La politica inglese non era favorevole al suo scopo. Maria II fu ricevuta a corte con gli onori dovuti al suo alto rango, ma gli inglesi impedirono ai loro sudditi o agli emigrati portoghesi di andare a rinforzare la guarnigione dell'isola di Terceira.
Il colpo di Stato di Michele non era passato senza opposizione. Il 16 maggio 1828 la guarnigione di Porto si ribellò e a Lagos fece altrettanto un battaglione di fanteria. Le rivolte furono soffocate. Saldanha, Palmela e altri, venuti a farsi carico del movimento a Porto, si imbarcarono nuovamente sulla nave Belfast, che li aveva portati; la guarnigione di Porto, rinforzata dai volontari accademici di Coimbra e da altre truppe liberali. Poi ci fu la battaglia dell'11 agosto nel villaggio di Praia, dove i Miguelisti furono sconfitti. Quando gli emigranti in Inghilterra ricevettero la notizia della vittoria, provarono un grande entusiasmo. Ben presto persero la speranza di sapere che la giovane regina sarebbe tornata nell'impero brasiliano da suo padre. La regina lasciò Londra per incontrare la sua futura matrigna, Amelia di Leuchtenberg. Partirono insieme il 30 agosto 1829 per Rio de Janeiro, arrivando il 16 ottobre.

### Guerra civile
Il 7 aprile 1831, Pietro I abdicò alla corona imperiale del Brasile in nome di suo figlio Pietro II, fratello minore di Maria, e venne in Europa con sua figlia e la sua seconda moglie, per sostenere i diritti di sua figlia alla corona dal Portogallo e si unì alle forze fedeli a Maria nelle Azzorre nella loro guerra contro Michele. Prese il titolo di Duca di Braganza e Reggente nel suo nome.
Mentre estendeva il territorio costituzionale, Pietro sbarcò in Francia, venendo accolto con simpatia dal nuovo governo e da Luigi Filippo I. Il governo di Michele aveva sfidato le immunità dei sudditi francesi, non aveva subito soddisfatto le lamentele del governo francese, che aveva inviato uno squadrone comandato dall'ammiraglio Roussin per forzare la sbarra di Lisbona e imporre umilianti condizioni di pace.
Pietro lasciò la figlia a Parigi per completare gli studi, la consegnò alla matrigna, l'imperatrice Amelia, con buoni maestri, e partì per le Azzorre a capo di una spedizione organizzata sull'isola di Belle Isle, riunendo i suoi sostenitori. Giunto alle Azzorre il 3 marzo 1832, formò un nuovo ministero, riunì un piccolo esercito, di cui affidò il comando al conte di Vila Flor, lo portò a bordo di uno squadrone che consegnò all'ufficiale inglese Sartorius, e partì per la terraferma. Seguì l'assedio di Porto e una serie di battaglie finché, il 24 luglio 1833, il duca di Terceira entrò vittorioso a Lisbona, dopo aver vinto la Battaglia di Cova da Piedade il giorno prima. Porto e Lisbona, le città principali, erano sotto il potere dei liberali. Pietro venne a Lisbona e convocò sua figlia da Parigi, costringendo suo fratello Michele ad abdicare nel 1834. Maria fu quindi restaurata sul trono e ottenne l'annullamento del suo fidanzamento. Subito dopo la sua restaurazione al trono, suo padre morì di tubercolosi.
Il 7 febbraio 1833, per proteggere la Regina, fu creato il 2º Reggimento Lancieri, inizialmente conosciuto come Regimento de Lanceiros da Rainha (Reggimento Lancieri della Regina).
Occupando il trono portoghese, Maria II era ancora l'erede presunta di suo fratello Pietro II come principessa imperiale del Brasile, fino alla sua esclusione dalla linea di successione brasiliana con la legge n. 91 del 30 ottobre 1835.

## Matrimoni

### Primo Matrimonio
Sposò, il 26 gennaio 1835, Augusto, duca di Leuchtenberg (9 dicembre 1810–28 marzo 1835), figlio di Eugenio di Beauharnais e nipote dell'imperatrice Giuseppina di Beauharnais. Morì però solo due mesi dopo.

### Secondo Matrimonio
Sposò, il 9 aprile 1836, il colto e abile Ferdinando di Sassonia-Coburgo-Gotha (29 ottobre 1816–15 dicembre 1885), figlio di Ferdinando di Sassonia-Coburgo-Koháry e di sua moglie la principessa Maria Antonia Koháry de Csábrág et Szitnya. In conformità alla legge portoghese, fu proclamato re alla nascita del loro primo figlio ed erede. Il consorte tedesco, emulo di Ludovico II di Baviera, fece costruire a Cintra il fiabesco castello di Pena, in cui la coppia reale e i loro discendenti dimorarono a lungo.
Dal matrimonio con il principe Ferndinando II di Sassonia-Coburgo-Gotha-Kohary nacquero i seguenti figli:
- Pietro di Braganza (1837-1861);
- Luigi di Braganza (1838-1889);
- Maria di Braganza (nata e morta nel 1840);
- Giovanni Maria di Braganza, Duca di Beja (1842-1861);
- Maria Anna Ferdinanda di Braganza (1843-1884), sposò il re Giorgio di Sassonia;
- Antonia Maria di Braganza (1845-1913), sposò Leopoldo di Hohenzollern-Sigmaringen;
- Ferdinando (1846-1861);
- Augusto di Braganza, Duca di Coimbra (1847-1889);
- Leopoldo di Braganza (nato e morto nel 1849);
- Maria da Gloria di Braganza (nata e morta nel 1851);
- Eugenio di Braganza (nato e morto nel 1853).

## Regno

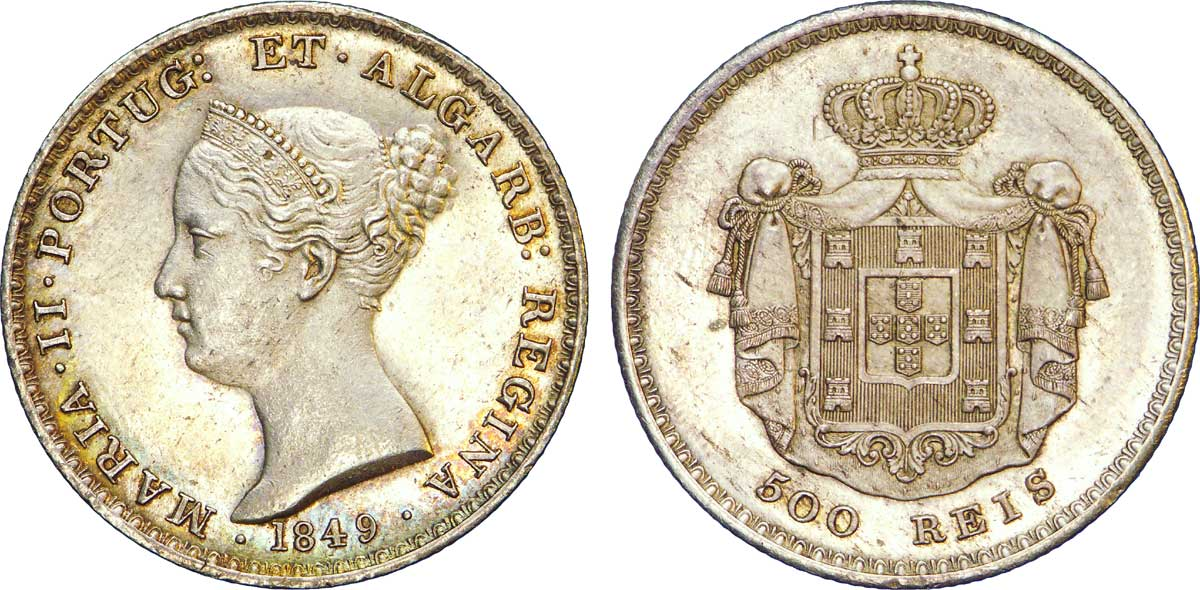
Moneta del 1849 con l'effigie di Maria II.

Il 16 maggio 1846 ci fu un'insurrezione rivoluzionaria schiacciata dalle truppe lealiste il 22 febbraio 1847, evitando così al Portogallo sollevazioni come nel resto d'Europa nel 1848. Durante il suo regno ci fu un grande impegno orientato al miglioramento della sanità pubblica, ponendo un freno alla diffusione del colera nel paese, e all'aumento del livello di alfabetizzazione.
A lei fu dedicata l'opera Don Sebastiano, Re del Portogallo di Gaetano Donizetti nel 1843.

## Morte

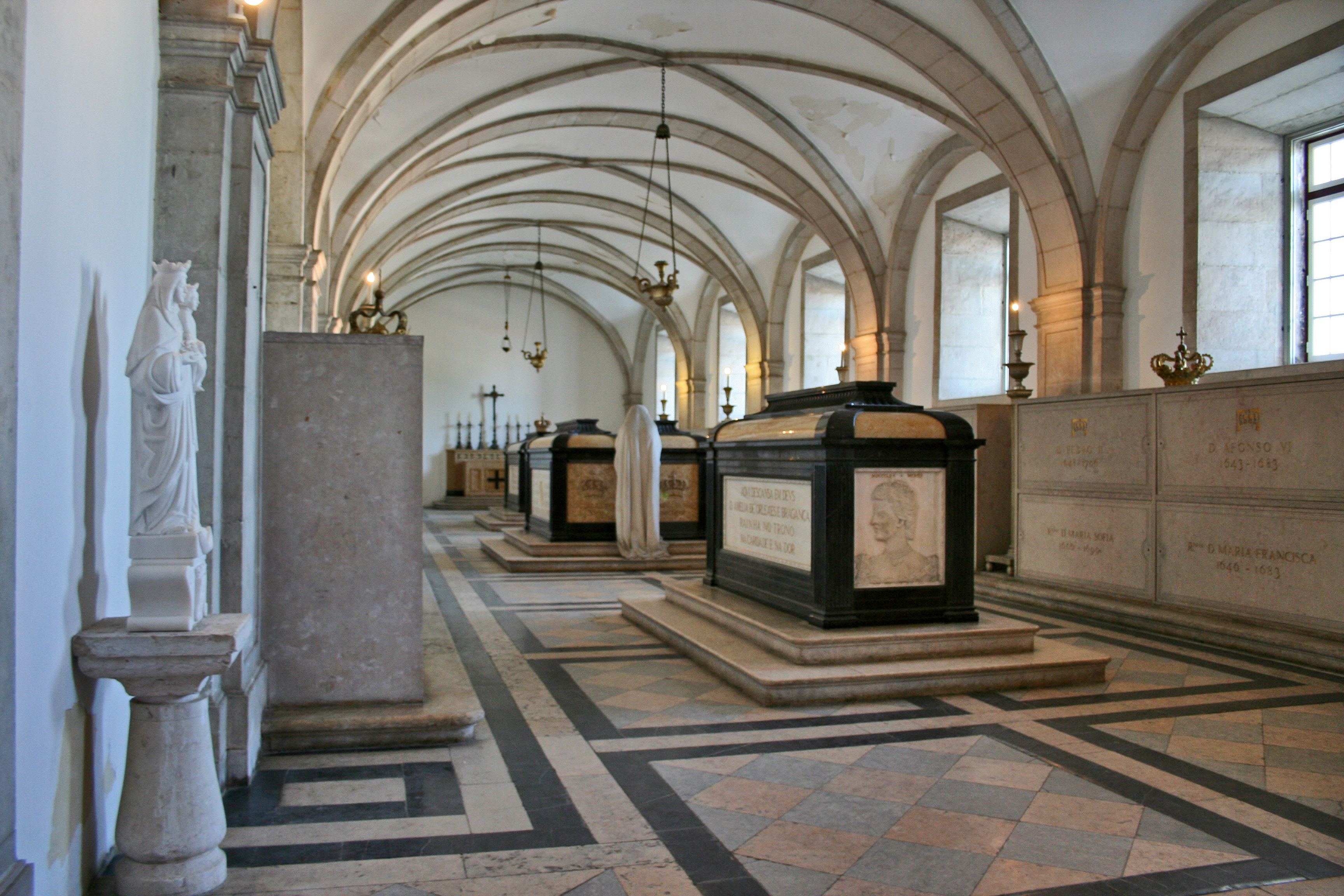
Pantheon reale nel monastero di São Vicente de Fora a Lisbona.

Dalla sua prima gravidanza, all'età di diciotto anni, Maria II dovette affrontare problemi durante il parto, con travagli prolungati ed estremamente difficoltosi. Ne è un esempio la terza gestazione, il cui travaglio durò 32 ore, al termine delle quali una ragazza venne battezzata in articulo mortis con il nome di Maria (1840).
A 25 anni e alla quinta gestazione, Maria II divenne obesa e le sue nascite si complicarono ancora di più. Nel 1847, la sofferenza fetale che precedette la nascita del suo ottavo figlio – l'Infante Augusto, duca di Coimbra – diede alla luce un bambino "piuttosto viola e con poco respiro".
La pericolosa routine delle gravidanze successive, unita all'obesità (che alla fine le causò problemi cardiaci) e alla frequenza dei parti distocici (preoccupante, soprattutto come donna multipara) indussero i medici ad avvertire la regina dei gravi rischi che avrebbe dovuto affrontare nelle future gravidanze. Indifferente agli avvertimenti, Maria II si limitò a rispondere: "Se muoio, muoio al mio posto".
Il 15 novembre 1853, tredici ore dopo l'inizio del travaglio dell'Infante Eugenio, suo undicesimo figlio, nato morto, Maria II morì all'età di 34 anni, proprio come la madre, morta di febbre puerperale. L'annuncio della morte fu pubblicato nella Gazzetta del Governo del 16 novembre 1853
Fu tumulata nella cripta dei Braganza del monastero di San Vincenzo, a Lisbona, dove riposano quasi tutti i sovrani di quella dinastia, fino all'ultimo re Manuele II.
Maria II è ricordata come una buona madre e persona gentile, comportatasi sempre secondo le sue convinzioni nel tentativo d'aiutare il proprio paese: meritò in seguito il soprannome di Buona madre.

## Parentele
Attraverso sua madre, Maria era nipote di Francesco I d'Austria e pronipote del re Ferdinando I delle Due Sicilie e di sua moglie Maria Carolina d'Asburgo-Lorena. Era anche cugina di primo grado di Francesco Giuseppe d'Austria, di Napoleone II e di Massimiliano I del Messico.

## Ascendenza
|                                       |                              |                                  | Genitori                            |  |  | Nonni |  |  | Bisnonni                  |  |  | Trisnonni                 |  |
|                                       |                              |                                  |                                     |  |  |       |  |  | Pietro III del Portogallo |  |  | Giovanni V del Portogallo |  |
|                                       |                              |                                  |                                     |  |  |       |  |  | Pietro III del Portogallo |  |  | Giovanni V del Portogallo |  |
|                                       |                              | Maria Anna d'Asburgo             |                                     |  |  |       |  |  | Pietro III del Portogallo |  |  |                           |  |
| Giovanni VI del Portogallo            |                              |                                  |                                     |  |  |       |  |  | Pietro III del Portogallo |  |  |                           |  |
|                                       |                              | Maria I del Portogallo           | Giuseppe I del Portogallo           |  |  |       |  |  |                           |  |  |                           |  |
|                                       |                              | Maria I del Portogallo           | Giuseppe I del Portogallo           |  |  |       |  |  |                           |  |  |                           |  |
|                                       |                              | Maria I del Portogallo           | Marianna Vittoria di Borbone-Spagna |  |  |       |  |  |                           |  |  |                           |  |
| Pietro I del Brasile                  |                              | Maria I del Portogallo           |                                     |  |  |       |  |  |                           |  |  |                           |  |
|                                       |                              | Carlo IV di Spagna               | Carlo III di Spagna                 |  |  |       |  |  |                           |  |  |                           |  |
|                                       |                              | Carlo IV di Spagna               | Carlo III di Spagna                 |  |  |       |  |  |                           |  |  |                           |  |
|                                       |                              | Carlo IV di Spagna               | Maria Amalia di Sassonia            |  |  |       |  |  |                           |  |  |                           |  |
| Carlotta Gioacchina di Borbone-Spagna |                              | Carlo IV di Spagna               |                                     |  |  |       |  |  |                           |  |  |                           |  |
|                                       |                              | Maria Luisa di Borbone-Parma     | Filippo I di Parma                  |  |  |       |  |  |                           |  |  |                           |  |
|                                       |                              | Maria Luisa di Borbone-Parma     | Filippo I di Parma                  |  |  |       |  |  |                           |  |  |                           |  |
|                                       |                              | Maria Luisa di Borbone-Parma     | Luisa Elisabetta di Borbone-Francia |  |  |       |  |  |                           |  |  |                           |  |
| Maria II del Portogallo               |                              | Maria Luisa di Borbone-Parma     |                                     |  |  |       |  |  |                           |  |  |                           |  |
|                                       | Leopoldo II d'Asburgo-Lorena | Francesco I di Lorena            |                                     |  |  |       |  |  |                           |  |  |                           |  |
|                                       | Leopoldo II d'Asburgo-Lorena | Francesco I di Lorena            |                                     |  |  |       |  |  |                           |  |  |                           |  |
|                                       | Leopoldo II d'Asburgo-Lorena | Maria Teresa d'Asburgo           |                                     |  |  |       |  |  |                           |  |  |                           |  |
| Francesco II d'Asburgo-Lorena         | Leopoldo II d'Asburgo-Lorena |                                  |                                     |  |  |       |  |  |                           |  |  |                           |  |
|                                       |                              | Maria Ludovica di Borbone-Spagna | Carlo III di Spagna                 |  |  |       |  |  |                           |  |  |                           |  |
|                                       |                              | Maria Ludovica di Borbone-Spagna | Carlo III di Spagna                 |  |  |       |  |  |                           |  |  |                           |  |
|                                       |                              | Maria Ludovica di Borbone-Spagna | Maria Amalia di Sassonia            |  |  |       |  |  |                           |  |  |                           |  |
| Maria Leopoldina d'Asburgo-Lorena     |                              | Maria Ludovica di Borbone-Spagna |                                     |  |  |       |  |  |                           |  |  |                           |  |
|                                       |                              | Ferdinando I delle Due Sicilie   | Carlo III di Spagna                 |  |  |       |  |  |                           |  |  |                           |  |
|                                       |                              | Ferdinando I delle Due Sicilie   | Carlo III di Spagna                 |  |  |       |  |  |                           |  |  |                           |  |
|                                       |                              | Ferdinando I delle Due Sicilie   | Maria Amalia di Sassonia            |  |  |       |  |  |                           |  |  |                           |  |
| Maria Teresa di Borbone-Napoli        |                              | Ferdinando I delle Due Sicilie   |                                     |  |  |       |  |  |                           |  |  |                           |  |
|                                       |                              | Maria Carolina d'Asburgo-Lorena  | Francesco I di Lorena               |  |  |       |  |  |                           |  |  |                           |  |
|                                       |                              | Maria Carolina d'Asburgo-Lorena  | Francesco I di Lorena               |  |  |       |  |  |                           |  |  |                           |  |
|                                       |                              | Maria Carolina d'Asburgo-Lorena  | Maria Teresa d'Asburgo              |  |  |       |  |  |                           |  |  |                           |  |
|                                       |                              | Maria Carolina d'Asburgo-Lorena  |                                     |  |  |       |  |  |                           |  |  |                           |  |